# Litsea quercoides
Litsea quercoides är en lagerväxtart som beskrevs av Adolph Daniel Edward Elmer. Litsea quercoides ingår i släktet Litsea och familjen lagerväxter. Inga underarter finns listade i Catalogue of Life.